# Calliephialtes
Calliephialtes är ett släkte av steklar. Calliephialtes ingår i familjen brokparasitsteklar.
Kladogram enligt Catalogue of Life:
| Calliephialtes | \| \| Calliephialtes argentinus \| \| \| \| \| \| Calliephialtes bicolor \| \| \| \| \| \| Calliephialtes braconoides \| \| \| \| \| \| Calliephialtes coxatus \| \| \| \| \| \| Calliephialtes deyanirae \| \| \| \| \| \| Calliephialtes dimorphus \| \| \| \| \| \| Calliephialtes exilis \| \| \| \| \| \| Calliephialtes ferrugineus \| \| \| \| \| \| Calliephialtes grapholithae \| \| \| \| \| \| Calliephialtes guevarae \| \| \| \| \| \| Calliephialtes ledezmae \| \| \| \| \| \| Calliephialtes lopezi \| \| \| \| \| \| Calliephialtes marjorieae \| \| \| \| \| \| Calliephialtes mattai \| \| \| \| \| \| Calliephialtes minutus \| \| \| \| \| \| Calliephialtes notanda \| \| \| \| \| \| Calliephialtes perpulcher \| \| \| \| \| \| Calliephialtes picadoi \| \| \| \| \| \| Calliephialtes rojasi \| \| \| \| \| \| Calliephialtes ruizi \| \| \| \| \| \| Calliephialtes sittenfeldae \| \| \| \| \| \| Calliephialtes thurberiae \| \| \| \| |
|                | \| \| Calliephialtes argentinus \| \| \| \| \| \| Calliephialtes bicolor \| \| \| \| \| \| Calliephialtes braconoides \| \| \| \| \| \| Calliephialtes coxatus \| \| \| \| \| \| Calliephialtes deyanirae \| \| \| \| \| \| Calliephialtes dimorphus \| \| \| \| \| \| Calliephialtes exilis \| \| \| \| \| \| Calliephialtes ferrugineus \| \| \| \| \| \| Calliephialtes grapholithae \| \| \| \| \| \| Calliephialtes guevarae \| \| \| \| \| \| Calliephialtes ledezmae \| \| \| \| \| \| Calliephialtes lopezi \| \| \| \| \| \| Calliephialtes marjorieae \| \| \| \| \| \| Calliephialtes mattai \| \| \| \| \| \| Calliephialtes minutus \| \| \| \| \| \| Calliephialtes notanda \| \| \| \| \| \| Calliephialtes perpulcher \| \| \| \| \| \| Calliephialtes picadoi \| \| \| \| \| \| Calliephialtes rojasi \| \| \| \| \| \| Calliephialtes ruizi \| \| \| \| \| \| Calliephialtes sittenfeldae \| \| \| \| \| \| Calliephialtes thurberiae \| \| \| \| |
|                | Calliephialtes argentinus |
|                | |
|                | Calliephialtes bicolor |
|                | |
|                | Calliephialtes braconoides |
|                | |
|                | Calliephialtes coxatus |
|                | |
|                | Calliephialtes deyanirae |
|                | |
|                | Calliephialtes dimorphus |
|                | |
|                | Calliephialtes exilis |
|                | |
|                | Calliephialtes ferrugineus |
|                | |
|                | Calliephialtes grapholithae |
|                | |
|                | Calliephialtes guevarae |
|                | |
|                | Calliephialtes ledezmae |
|                | |
|                | Calliephialtes lopezi |
|                | |
|                | Calliephialtes marjorieae |
|                | |
|                | Calliephialtes mattai |
|                | |
|                | Calliephialtes minutus |
|                | |
|                | Calliephialtes notanda |
|                | |
|                | Calliephialtes perpulcher |
|                | |
|                | Calliephialtes picadoi |
|                | |
|                | Calliephialtes rojasi |
|                | |
|                | Calliephialtes ruizi |
|                | |
|                | Calliephialtes sittenfeldae |
|                | |
|                | Calliephialtes thurberiae |
|                | |